# 巴特嫩多夫
巴特嫩多夫（德語：Bad Nenndorf，發音：[baːt ˈnɛnˌdɔʁf] ⓘ）是德国下萨克森州绍姆堡县的城市，面积23.22平方千米，2023年12月31日人口为11,629人。